# Oleg Deripaska

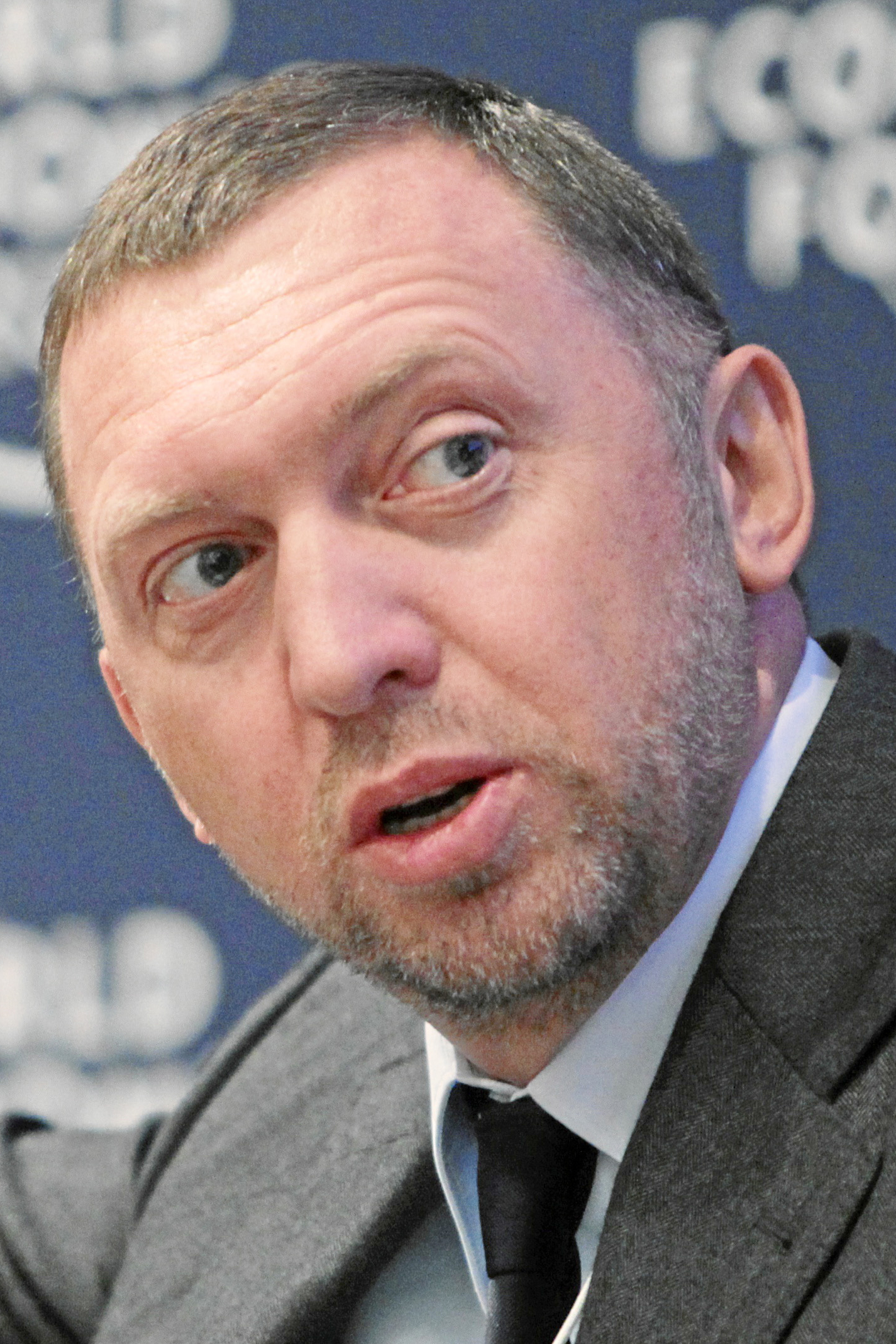
Oleg Deripaska

Oleg Vladimirovitsj Deripaska (Russisch: Олег Владимирович Дерипаска) (Dzerzjinsk, 2 januari 1968) is een Russisch ondernemer en oligarch. Hij was de jongste Rus die miljardair werd. Hij vergaarde het grootste deel van zijn vermogen in de aluminiumindustrie. Hij is grootaandeelhouder van Rusal, het grootste aluminiumbedrijf van Rusland.

## Jeugdjaren
Deripaska werd geboren in de stad Dzjerzjinsk in de Russische oblast Nizjni Novgorod. Van zijn vierde tot zijn elfde jaar woonde hij op de choetoren (boerderijen) Zjelezjny ('ijzer') en Oktjabrski ('oktober') van het rajon Oest-Labinski van de kraj Krasnodar in Zuid-Rusland en daarna in Oest-Labinski, het bestuurlijk centrum van deze rajon, waar hij zijn middelbare school afmaakte. Daarop studeerde hij cum laude af aan de faculteit natuurkunde van de Staatsuniversiteit van Moskou in 1993 en studeerde daarna bedrijfseconomie aan de Russische Economische Plechanov-academie in Moskou (afgestudeerd in 1996).

## Activiteiten

### Jaren 90
De jaren negentig werden in Ruslands economie onder andere gekenmerkt door de opkomst van de Russische oligarchen, van wie Deripaska een van de belangrijkste was. Hij behoorde tot de 'familie' rond president Boris Jeltsin. De vader van zijn vrouw trouwde namelijk met de dochter van Jeltsin en zijn vrouw is de dochter van Jeltsins perssecretaris, waardoor hij eenvoudig toegang kreeg om de politiek naar zijn hand te zetten.
Van 1994 tot 1997 was hij algemeen directeur van de aluminiumfabriek SaAZ van Sajanogorsk (Chakassië). Bij zijn aantreden was hij als 26-jarige de jongste algemeen directeur van Rusland. Hij wist deze naar grootte derde elektrolysefabriek van het land tot de meest succesvolle uit de bedrijfstak te maken. Van 1997 tot 2001 was hij vervolgens directeur van Siberisch Aluminium, het eerste verticaal geïntegreerde industriële bedrijf van Rusland, waarvan de SaAZ-fabriek de kern vormde. Tijdens zijn leiderschap wist hij een aantal bedrijven uit de aluminiumsector te verenigen onder zijn bewind. Bij zijn aftreden in 2001 was Siberisch Aluminium doorgestoten tot de top tien van aluminiumproducenten van de wereld. In 1999 kreeg hij van de Russische president de Orde van Vriendschap uitgereikt.

### Rusal

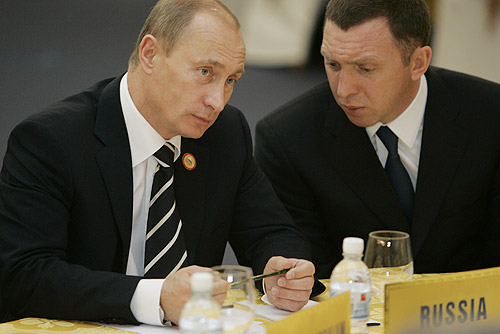
Vladimir Poetin en Oleg Deripaska tijdens de APEC Summit in Vietnam (18-19 november 2006)

In de lente van 2000 vestigde hij samen met Roman Abramovitsj en nog een andere partner het bedrijf Russisch Aluminium (Rusal). Hieronder valt 70% van het Russisch aluminium en 10% van de wereldproductie, waarmee Rusal het op een na grootste bedrijf ter wereld is. Op 6 oktober 2006 werd echter een fusie in werking gezet tussen Rusal, de SUAL Groep en Glencore om Rusal tot het grootste bedrijf ter wereld uit te doen groeien. Deripaska heeft zijn aandelen verenigd in de holding Bazovy element ('basiselement'). Zijn naam werd ook genoemd bij het Russische zilvermijnbouwbedrijf Polymetal.
Deripaska wist zijn invloed binnen de Russische politiek te behouden onder president Vladimir Poetin. Hij wordt tot de 'meest nabije oligarchen' van de president gerekend. Dit wordt ook mede gezien als de reden waarom Poetin zo snel zijn goedkeuring gaf voor de transactie met Rusal, SUAL en Glencore.
Een deel van zijn bezittingen zijn uit zijn investeringsmaatschappij Bazovy element gehaald en ondergebracht in En+ Group. Hierin zijn de aluminiumbelangen en de Russische energiebelangen, vooral elektriciteitscentrales, ondergebracht. En+ Group is in november 2017 geïntroduceerd op de London Stock Exchange (LSE). Deze transactie leverde US$ 1,5 miljard op en dit werd gebruikt om schulden af te lossen. De totale waarde van En+ Group was zo'n US$ 8 miljard berekend op basis van de introductiekoers.

### Zaak Cherney
Op 24 november 2006 werd hij aangeklaagd voor de Commercial Court van de High Court (hooggerechtshof) van Londen door zijn voormalige zakenpartner Michael Cherney. Deze had Deripaska in de metaalindustrie geïntroduceerd door hem eerst als manager aan te stellen en vervolgens als partner. Cherney eiste US$ 3 miljard van Deripaska, hetgeen volgens Cherney stond voor 20% van de aandelen van Rusal, waarvoor nog niet betaald zou zijn. In september 2012 bereikten de twee een akkoord buiten de rechtbank. Details werden niet bekendgemaakt en de rechtszaak werd gestaakt.

### Vermogen
In 2008 stond hij op plaats negen van de rijkste personen ter wereld met volgens Forbes 28 miljard dollar (volgens Finance Magazine zelfs US$ 40 miljard). In 2009 kelderde zijn vermogen door de kredietcrisis gigantisch, zodat hij volgens Forbes in 2009 nog 'slechts' US$ 3,5 miljard bezat. In maart 2011 was zijn vermogen weer fors hersteld naar US$ 16,8 miljard, maar nadien is het weer geleidelijk gedaald. In maart 2020 werd zijn vermogen geschat op US$ 2,4 miljard en staat hij op plaats 597 op de Fortune lijst van miljardairs.

### Beschuldiging witwaspraktijken
In 2014 werd Deripaska door de Belgische Cel voor Financiële Informatieverwerking beschuldigd van het witwassen van kunst en vastgoed. De zaak werd in 2016 geseponeerd. Het zette de deur open voor Deripaska om een gouden paspoort te verkrijgen in Cyprus.

## Functies
Momenteel is Deripaska vicepresident van de Russische Unie van Industriëlen en Ondernemers, en voorzitter van het bestuur van de Russische Nationale Commissie van de Internationale Kamers van Koophandel (ICC).

## Vermeende Russische inmenging in presidentsverkiezing 2016 in V.S.
In september 2017 werd Deripaska's naam genoemd in een artikel van de Washington Post vanwege zijn contacten met de campagneleider van Donald Trumps campagneteam, Paul Manafort.
In februari maakte politiek activist Aleksej Navalny een video bekend dat Deripaska met een grote som geld, vastgoed en prostitutie-diensten vice-premier Sergei Prikhodko zou hebben omgekocht. Begin maart werden digitale opnamen bekend, waarop de Wit-Russische escortgirl Anastasia Vasjoekevitsj (21), pseudoniem Nastya Rybka, momenteel in hechtenis in een gevangenis in Saigon, te zien is in gezelschap van Deripaska en Prikhodko. Zij claimt ook Deripaska's maîtresse te zijn geweest. Zij zegt audio-opnamen te hebben gemaakt die interessant zijn voor het onderzoek naar de Russische beïnvloeding van de Amerikaanse presidentsverkiezing in 2016. In ruil voor vrijlating uit de Thaise gevangenis en asiel in de VS is zij bereid onthullingen te doen. Medio januari 2019 herhaalde Vasjoekevitsj haar aanbod de V.S. inlichtingen te geven over Deripaska cum annex in ruil voor haar vrijlating uit de Thaise gevangenis.

### Amerikaanse sancties
Op 6 april 2018 werden nieuwe Amerikaanse sancties bekendgemaakt. De sancties verbieden Amerikanen om zaken te doen met bedrijven van zeven Russische oligarchen, waaronder Deripaska. Verder werden de buitenlandse tegoeden van die oligarchen bevroren om Rusland te straffen voor ‘kwaadaardige activiteiten in de wereld’, zoals de annexatie van de Krim, de steun voor Bashar al-Assad en pogingen tot ondermijning van westerse democratieën. Na de aankondiging werden de aandelen van Rusal massaal gedumpt en de beurskoers halveerde waardoor Olegs fortuin een zware klap kreeg. Verder kon Rusal geen geld meer lenen van Westerse banken. In dezelfde maand trok hij zich terug uit het aluminiumbedrijf om de bedrijfsvoering van Rusal niet te hinderen met sancties tegen zijn persoon. Hij verloor ook het staatsburgerschap in Cyprus.
De VS hebben geleerd van 2018, toen ze sancties oplegden aan Oleg Deripaska en zo onbedoeld de wereldwijde aluminiummarkt destabiliseerden. Die oligarch had een controlerend belang in de Russische aluminiumproducent Rusal. De gevolgen waren zo groot dat de VS snel weer een deel van de maatregelen terugdraaiden. Begin 2019 zijn een deel van de Amerikaanse restricties, met betrekking tot En+ Group, Rusal en JSC EuroSibEnergo, beëindigd. De Office of Foreign Assets Control (OFAC) heeft vastgesteld dat Deripaska ingrijpende wijzigingen heeft doorgevoerd in zijn aandelenbezit en in de corporate governance van de drie bedrijven waardoor ze van de sanctielijst zijn verwijderd. De bedrijven hebben toegezegd transparant te zijn naar het Amerikaanse Ministerie van Financiën zodat het ministerie kan toetsen of de nieuwe maatregelen worden nageleefd en effectief blijven. Voor de overige activiteiten en de persoon Oleg Deripaska blijven de sancties bestaan.